# یاسمین آلاس
یاسمین آلاس (سومالیایی: Yasmiin Callas؛ زادهٔ ۱۹۶۷) هنرپیشه، نویسنده اهل سومالی است.